# 시카고 성모 승천 성당
성모 승천 성당(Saint Mary of the Assumption Church)은 미국 일리노이주 시카고의 리버데일 지역에 위치했던 시카고 대교구 소속의 가톨릭 본당이었다. 이 본당은 1886년에 설립되었다. 1917년에 학교와 성당이 결합된 새로운 건물이 건축되었으며, 1957년에는 간소화된 르네상스 건축 스타일의 벽돌과 석재로 지어진 전용 성당이 완공되었다. 2011년, 이 성당은 일리노이주 리버데일 교외에 있는 사도들의 여왕 본당과 합병되었다. 이후 성모 승천 성당 건물은 비어 있는 상태로 남아 있다. 이 성당과 관련 학교는 교황 레오 14세가 어린 시절 다녔던 곳으로 알려져 있다.

## 역사
1886년, 리버데일 지역의 철도 산업에 종사하던 약 30개의 독일계 미국인 가톨릭 가정들이 니콜라스 뮐러, 헨리 스티먼, 마티아스 휴클러의 주도로 지역 본당 설립을 요청했다. 그 이전에는 지역 주민들이 블루 아일랜드와 풀먼으로 이동하여 미사에 참석했다. 대주교 패트릭 피한은 이 요청을 승인하고 베네딕토회 성직자들을 새로 설립된 본당에 배정했다. 1887년에 첫 번째 성당 건물이 완공되었으며, 예수 그리스도의 가난한 시녀회가 운영하는 본당 학교가 설립되었다. 본당의 성장으로 인해 1903년에 성당 관리 책임이 시카고 대교구로 이관되었으며, 1905년에는 사제관이 건축되었다.
1917년 5월, 성당과 학교가 결합된 건물의 건축이 시작되어 그해 크리스마스 아침에 첫 미사가 봉헌되었다. 이후 학교는 기독교 자선 수녀회 회원들이 운영했다.

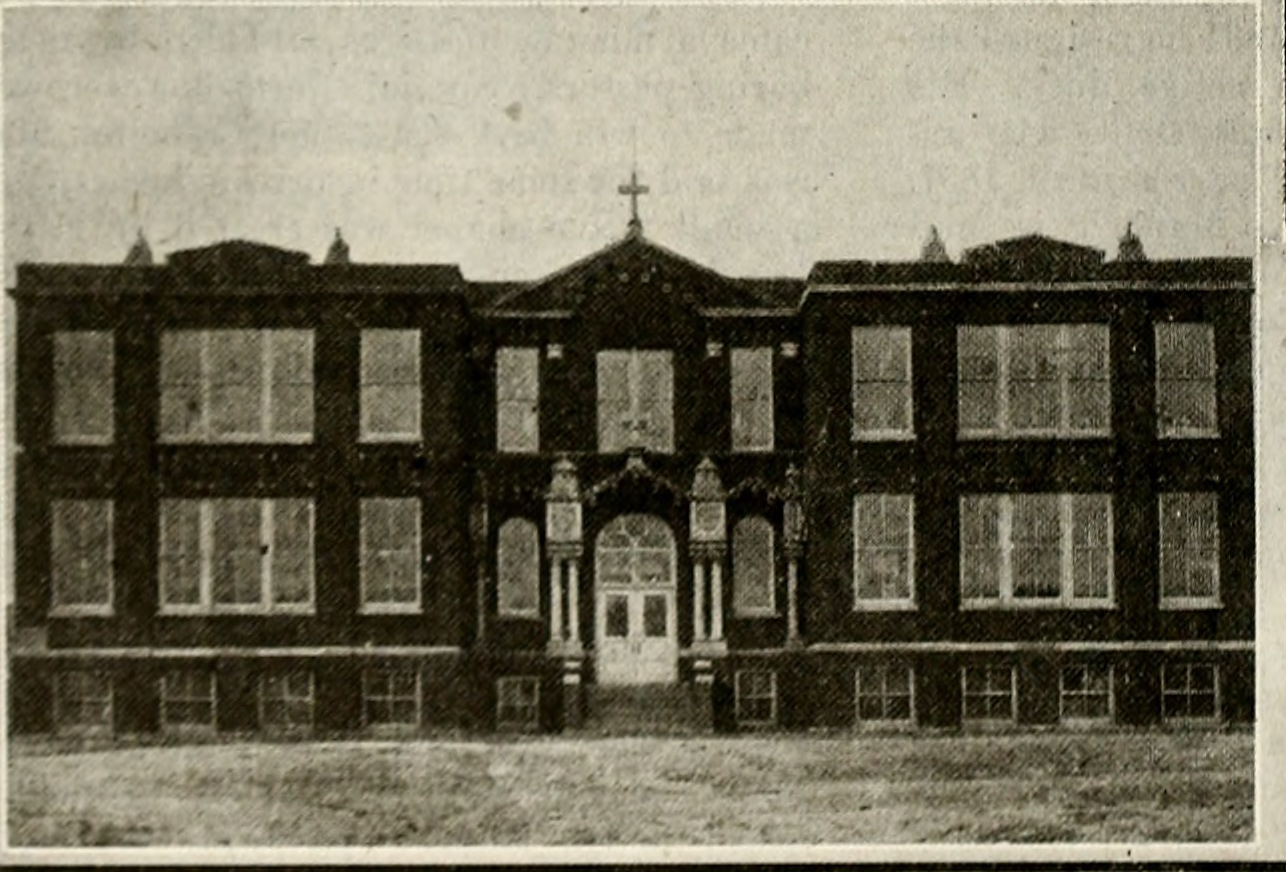
1960년대에 교황 레오 14세가 다녔던 1917년 건축된 성당 및 학교 건물

제2차 세계 대전 이후 지역의 교외화로 인해 1957년에 새로운 성당 건물이 완공되었다. 교황 레오 14세는 이 본당에서 성장하며 제대 봉사자와 성가대원으로 활동했으며, 1969년에 본당 초등학교를 졸업했다.

### 성모 사도들의 여왕 본당
1978년, 이 본당은 약 2,000가구로 구성된 신자 공동체를 보유하고 있었다고 보고되었다. 1980년대부터 신자 수가 감소하기 시작했으며, 2011년에는 등록된 가구가 234가구로 줄어들었다. 그해 성모 승천 성당은 일리노이주 리버데일 교외의 사도들의 여왕 본당과 합병되어 성모 사도들의 여왕 본당을 형성했으며, 이 본당은 사도들의 여왕 성당 건물을 기반으로 운영되었다.

### 구세주 그리스도 본당
2019년, 성모 사도들의 여왕 본당은 사우스 홀랜드에 위치한 성 유다 사도 본당 및 성령 본당과 추가로 합병되어 구세주 그리스도 본당을 형성했으며, 이 본당은 이전 성 유다 사도 성당 건물을 기반으로 운영되고 있다.

## 현재 상태
2025년 기준, 성모 승천 성당 건물은 지붕 손상, 깨진 창문, 내부 물 손상 등 물리적 악화의 징후를 보이고 있다. 이 건물은 도시 투자 철회로 심각한 영향을 받은 지역에 위치해 있다. 교황 레오 14세와의 역사적 중요성과 연관성으로 인해 건물 보존 노력이 강화되었으며, 지역 주민과 보존주의자들은 건물의 복원 또는 적응적 재사용을 주장하고 있다. 2025년 5월, 시카고 보존 단체를 포함한 보존주의자들은 시카고 랜드마크 위원회에 이 성당을 랜드마크로 지정하여 철거로부터 보호하고 복원을 지원해 달라고 공식 요청했다. 시카고 대교구는 교황 레오 14세와의 연관성을 이유로 랜드마크 지정에 개방적인 태도를 보였으며, 건물을 커뮤니티 센터나 순례지로 활용할 가능성을 검토하고 있다. 그러나 2025년 5월 기준으로 랜드마크 지정이나 건물의 미래에 대한 구체적인 계획은 확정되지 않았다.

## 참고 문헌
1. 1 2  《The Archdiocese of Chicago : antecedents and developments (1920)》. 가톨릭 신학 연합. Des Plaines, Ill. : St. Mary’s Training School Press, 1920. 1920.
2. 1 2  칸토위츠, 에드워드 (2007년 1월 1일). 《The Archdioces of Chicago 2007 Directory》. 인터넷 아카이브. 대교구 사목 센터.
3. ↑  사우스타운, 사만다 모일라넨 | 데일리 (2025년 5월 8일). “The White Sox, Aurelio's Pizza and St. Mary's Mass: A South Sider becomes pope”. 《시카고 트리뷴》. 2025년 5월 9일에 확인함.
4. ↑  “Cardinal Robert Prevost, born in Chicago, is the first pope from the United States”. 《시카고 선타임스》. 2025년 5월 8일. 2025년 5월 22일에 확인함.
5. 1 2 3 4 5  플라섹, 크리스토퍼 (2025년 5월 9일). “St. Mary of the Assumption: Can its connection to Pope Leo XIV save a vacant Far South Side church?”. 《시카고 선타임스》. 2025년 5월 10일에 확인함.
6. ↑  마틴, 미셸 (2011년 7월 31일). “Newest parish: St. Mary Queen of Apostles”. 《시카고 가톨릭》. 2025년 5월 9일에 확인함.
7. ↑  시카고 가톨릭 (2019년 1월 23일). “New parish structures formed through Renew My Church”. 《시카고 가톨릭》.
8. ↑  스태프, 블록 클럽 시카고 (2025년 5월 9일). “Peek Inside The Vacant South Side Church Where Pope Leo XIV Got His Start”. 《블록 클럽 시카고》. 2025년 5월 10일에 확인함.
9. ↑  “See inside: Pictures show inside of vacant church Pope Leo XIV attended as child”. 《NBC 시카고》. 2025년 5월 9일. 2025년 5월 10일에 확인함.
10. 1 2  구디, 척 (2025년 5월 14일). “Preservationists seek landmark designation for St. Mary of the Assumption, Chicago Pope Leo XIV's boyhood Catholic church”. 《ABC7 시카고》. 2025년 5월 14일에 확인함.
11. ↑  스미스, 사무엘 (2025년 5월 15일). “Pope Leo XIV’s childhood church may become Chicago landmark”. 《크리스천 포스트》. 2025년 5월 24일에 확인함.

틀:시카고 대교구틀:교황 레오 14세